# Godby (Åland)

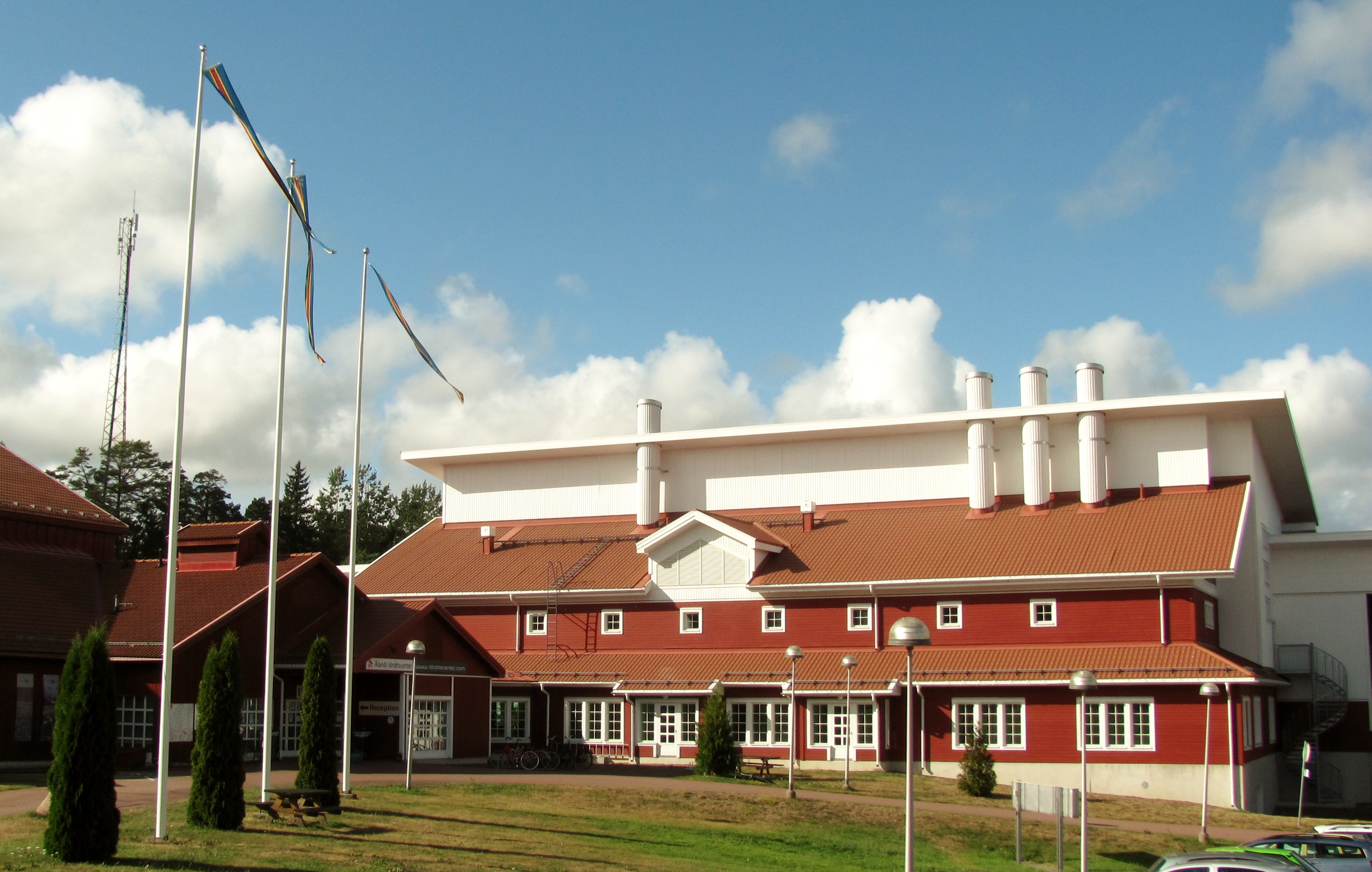
Das Sportzentrum von Godby

Godby ist ein Ort in Finström in Åland, 17 km nördlich von Mariehamn. Es ist das größte Dorf und Verwaltungszentrum der Gemeinde Finström und mit seinen rund 1300 Einwohnern nach Mariehamn der zweitgrößte Ort auf Åland. Zu den örtlichen Dienstleistungen von Godby gehören eine Apotheke, Banken, ein Postamt, eine Schwimmhalle, ein Gesundheitszentrum und eine weiterführende Schule.
Zu den historisch bedeutsamen Ereignissen des Dorfes gehört die Schlacht von Godby, die während des finnischen Bürgerkriegs im Jahr 1918 stattfand. Neben dem Bürgerkrieg waren die Ereignisse von Godby mit der Invasion von Åland während des Ersten Weltkriegs verbunden, in die Schweden verwickelt war und Deutschland waren ebenfalls Parteien.